# نادي كامبالا سيتي
نادي كامبالا سيتي هو نادي كرة قدم أوغندي تأسس عام 1963.

## الإنجازات
- دوري السوبر الأوغندي: 10

1976، 1977، 1981، 1983، 1985، 1991، 1997، 2008، 2013، 2014
- كأس أوغندا: 8

1979، 1980، 1982، 1984، 1987، 1990، 1993، 2004
- كأس سيكافا للأندية: 1

1978

## المشاركات في البطولات الأفريقية
- دوري أبطال أفريقيا: 3 مشاركات

| 1998 - الدور الأول | 2009 - الدور الثاني | 2014 - الدور الأول |

- كأس أفريقيا للأندية البطلة: 6 مشاركات

| 1977: الدور الثاني 1978: ربع النهائي | 1982: ربع النهائي 1984: الدور الثاني | 1986: الدور الثاني 1992: الدور الثاني |

- كأس الاتحاد الأفريقي للأندية: 4 مشاركات

| 1995 - الدور الثاني 1997 - نصف النهائي | 2001 - الدور الأول | 2002 - الدور الأول |

- كأس الاتحاد الكونفدرالي الأفريقي لكرة القدم: 2 مشاركتان

| 2005 - الدور الأول | 2009 - دور ال16 |  |

- كأس إفريقيا للأندية الفائزة بالكؤوس لكرة القدم: 7 مشاركات

| 1980 - الدور الثاني 1981 - الدور الأول 1983 - الدور الثاني | 1985 - ربع النهائي 1988 - الدور الأول 1991 - الدور الثاني | 1994 - الدور الأول |

## روابط خارجية
- أوغندا - قائمة أبطال الدوري RSSSF
- أوغندا - قائمة أبطال الكأس RSSSF
- الموقع الرسمي (مؤرشف)